# Mimas (mythologie)
Mimas was een gigant voortgekomen uit Gaia en Ouranos, en was de vloek van Hephaistos, de god van de smeedkunst.
De tien meter hoge gigant had in plaats van benen twee geschubde drakenpoten.